# بوبوسا
بوبوسا (وهي اختصار لكلمة بيبيل بوبوساوا) هو طبق سلفادوري تقليدي شهير عبارة عن خبزة التُّرتية مصنوعة من الذرة أو الأرز ومحشوة، مصحوبة في العادة ببصل ملفوف حار، وسلطة طماطم. ويمتلك الطبق شعبية أيضا في الهندوراس خاصة في المناطق الجنوبية. وعلى الرغم من أن أصله غير معروف على وجه التحديد، إلا أن الدراسات الأنثروبولوجية أشارت إلى أنه بدأ في أراضي أمريكا الوسطى، وخاصة في غرب السلفادور.وقد اتخذت الخلافات طابعًا دوليًا حول الأصل والحقوق الممنوحة له؛ ومع ذلك، لم تتسبب هذه الخلافات في أية عواقب.
يتم إعداد الطبق بعدة مراحل باستخدام مكونات مختلفة. وتعد التُّرتيَّة يدوياً من دقيق الذرة الممزوج تم يطبخ على صفيحة ساخنة. وتشمل الحشوات قطعة جبن أو أكثر وقشرة لحم الخنزير (Chicharrón) واللوركو (Fernaldia pandurata) والفاصوليا المجففة.
ويعتبر خبز آريبا شبيها له في كل من فنزويلا وكولومبيا.

## تاريخ
تم إنشاء البوبوساس لأول مرة منذ قرون من طرف قبائل Pipil الذين سكنوا في الأراضي المعروفة الآن باسم السلفادور. وقد تم التنقيب عن أدوات طبخ تؤكد صنعها في الموقع الأثري جويا دي سيرين "El Salvador's Pompeii"، وهو موقع لقرية أصلية دفنت تحت الرماد منذ ثوران بركان، وحيث تم حفظ المواد الغذائية أثناء طهيها منذ 2000 عام. كما تم العثور على أدوات صنعها في المواقع الأثرية الأخرى من السلفادور.

## أصل التسمية
قد يكون اسم بوبوسا ترجمة إسبانية لكلمة popotlax، وهي مزيج من كلمة السكان الأصليون Pipil أو popotl والتي تعني كبيرة، محشوة، ضخمة، وكلمة tlaxkalli وتعني تُرتية. كل هذه الكلمات قد تأتي أيضًا من اللغة البيبلية.

## الإعداد

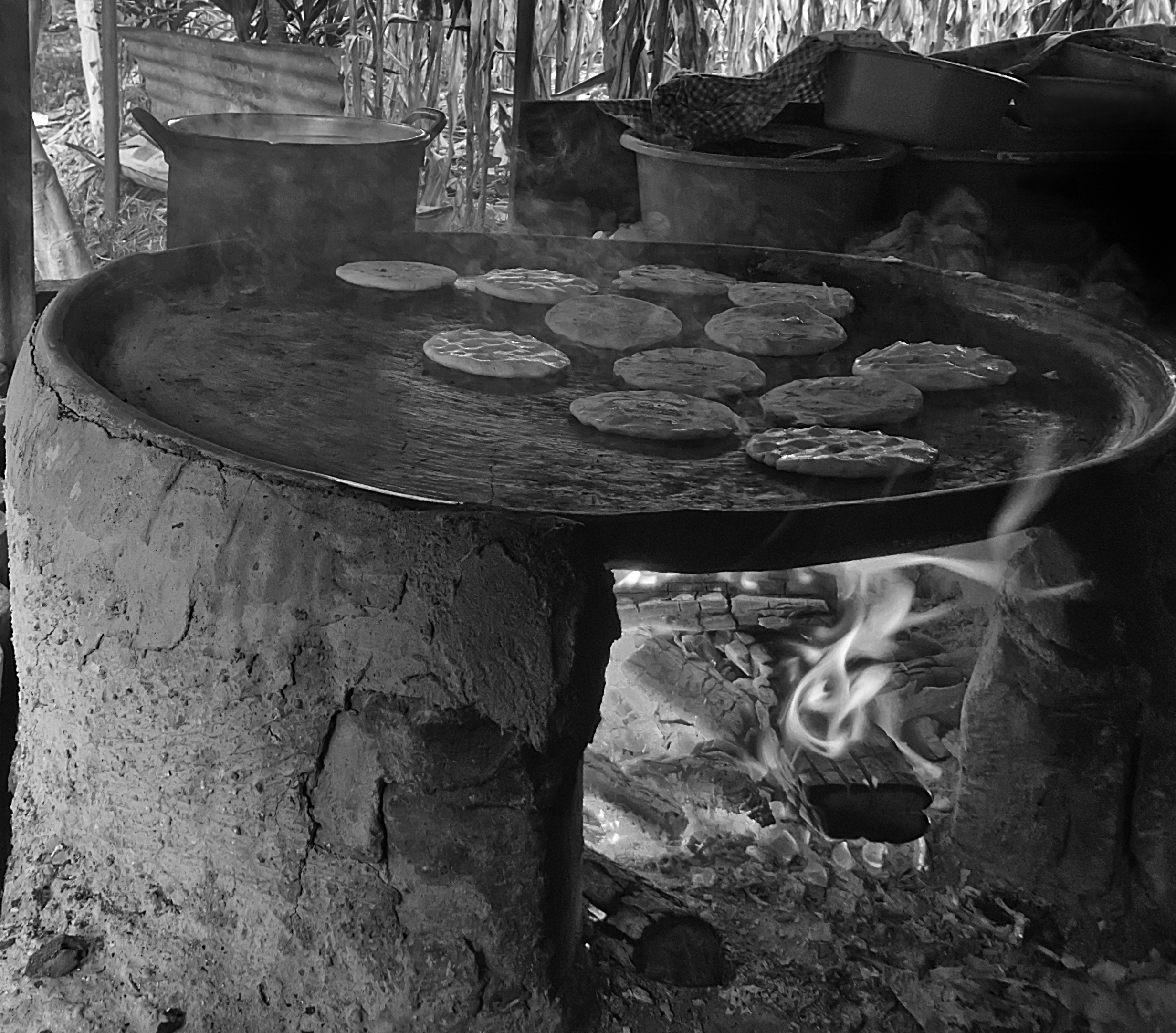
يتم طهي البوبوسا التقليدية في السلفادور على نار الخشب، باستخدام صينية فخار (تسمى "كومال").

### المكونات
تختلف مكونات البوبوسا حسب الرغبة. فهناك نوعان من العجين وهما الذرة أوالأرز. بعد اختيار ما سيكون عليه العجين، يمكن أن تكون الحشوة عادةً من ثلاث عناصر فأكثر من الجبن، الفاصولياء، قشرة لحم الخنزير، البيض المخفوق (الجبن، الفاصولياء وقشور لحم الخنزير)، اللوركو (Fernaldia pandurata)، لونجيروستراتا كروتالاريا، السبانخ، القرع، الدجاج، اللحم، الفطر، لحم الخنزير، الثوم، الهالبينو، العليق، روبيان، ببروني، سلامي أو الأسماك.6 يمكن تشكيل أنواع أخرى من المكونات وتشكيل العديد من التركيبات للحصول على المزيد من أصناف الحشوة.

### التحضير
تتكون كل قطعة بوبوسا من ملعقتين من العجين وملعقة واحدة من الحشوة. تأخذ ملعقة من العجين وتبسط بشكل دائري بسمك 5 مم. تغطى العجين مع الحشوة، مع الحرص على عدم ملء الحواف.

## معرض الصور

صور الفطائر
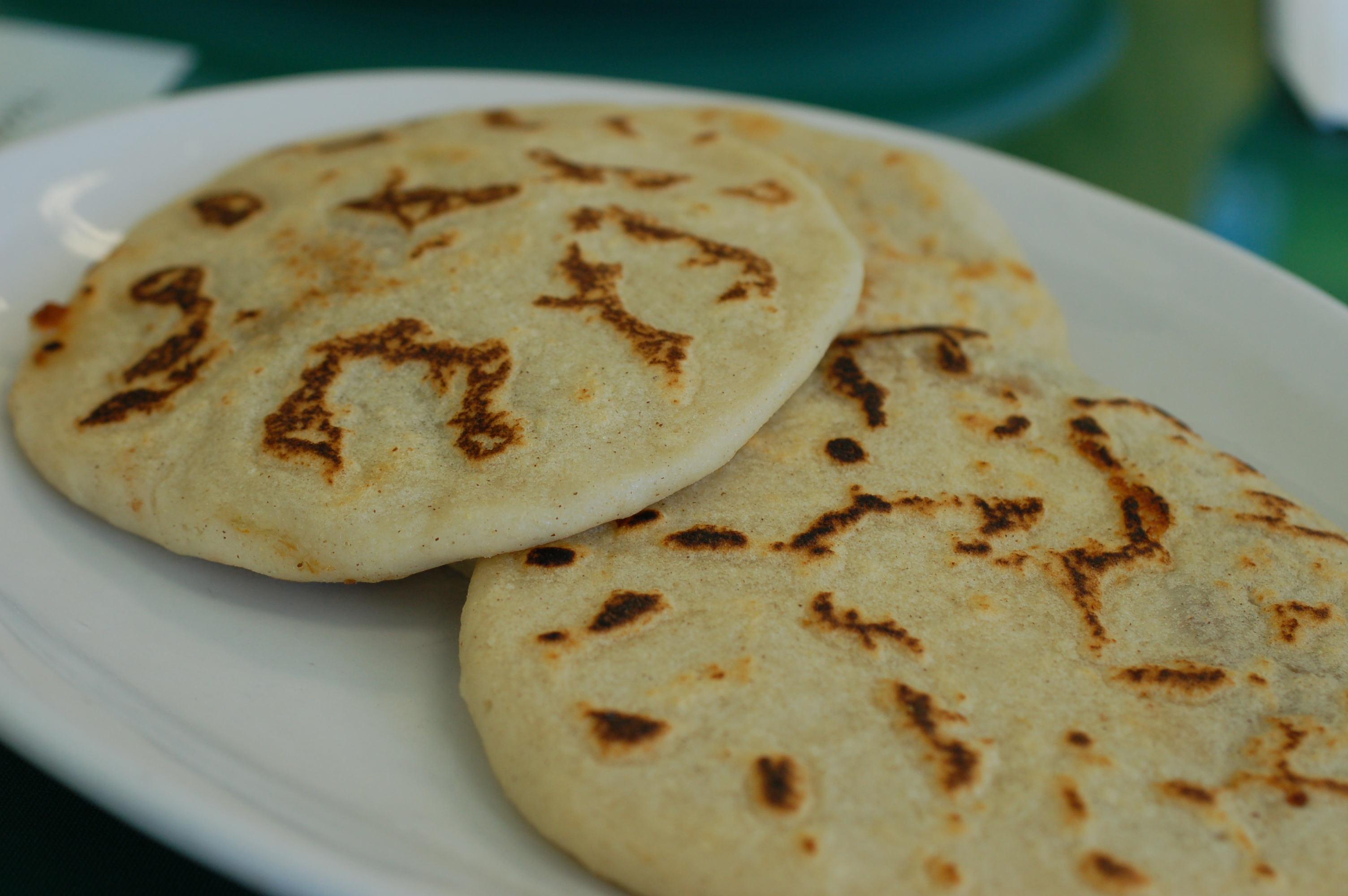
بوبوسا محشوة باللحم والفاصوليا والجبن.
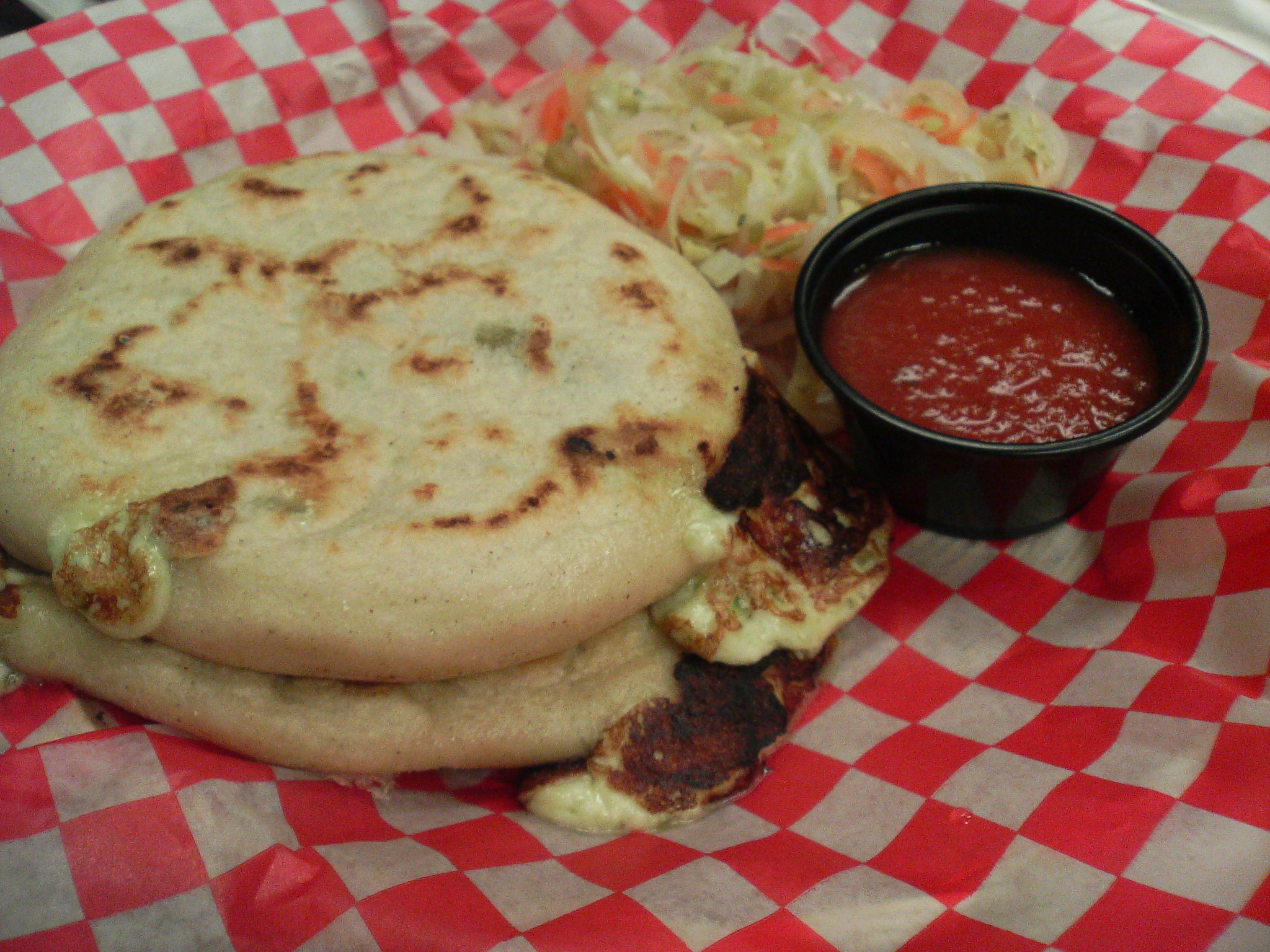
بوبوسا مع صلصة الطماطم
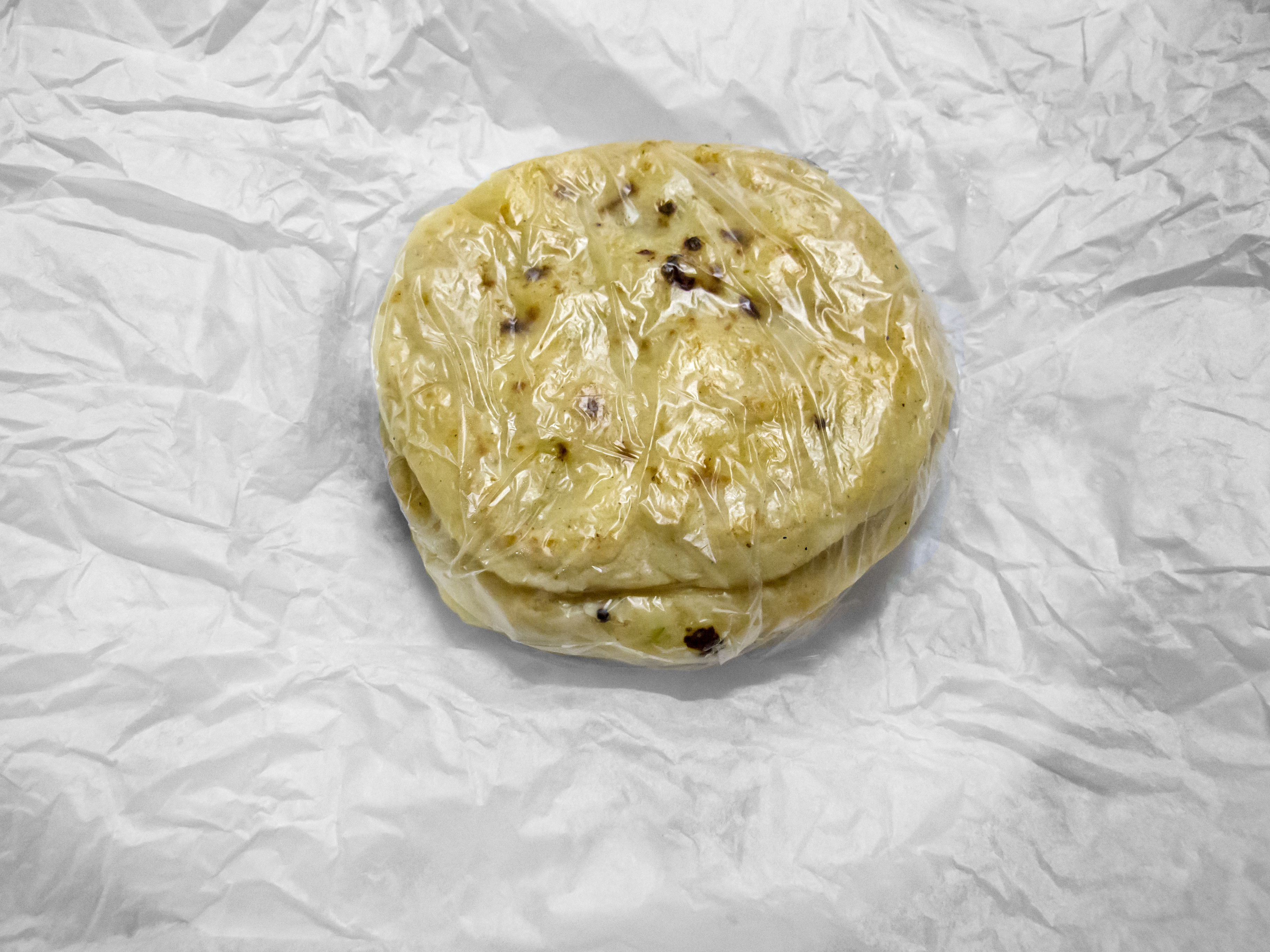
يتم بيع البوبوساس كوجبات جاهزة في السلفادور تلف بالبلاستيك ثم في ورق. (هنا، تم تفريغ الورق لإظهار البوبوساس)
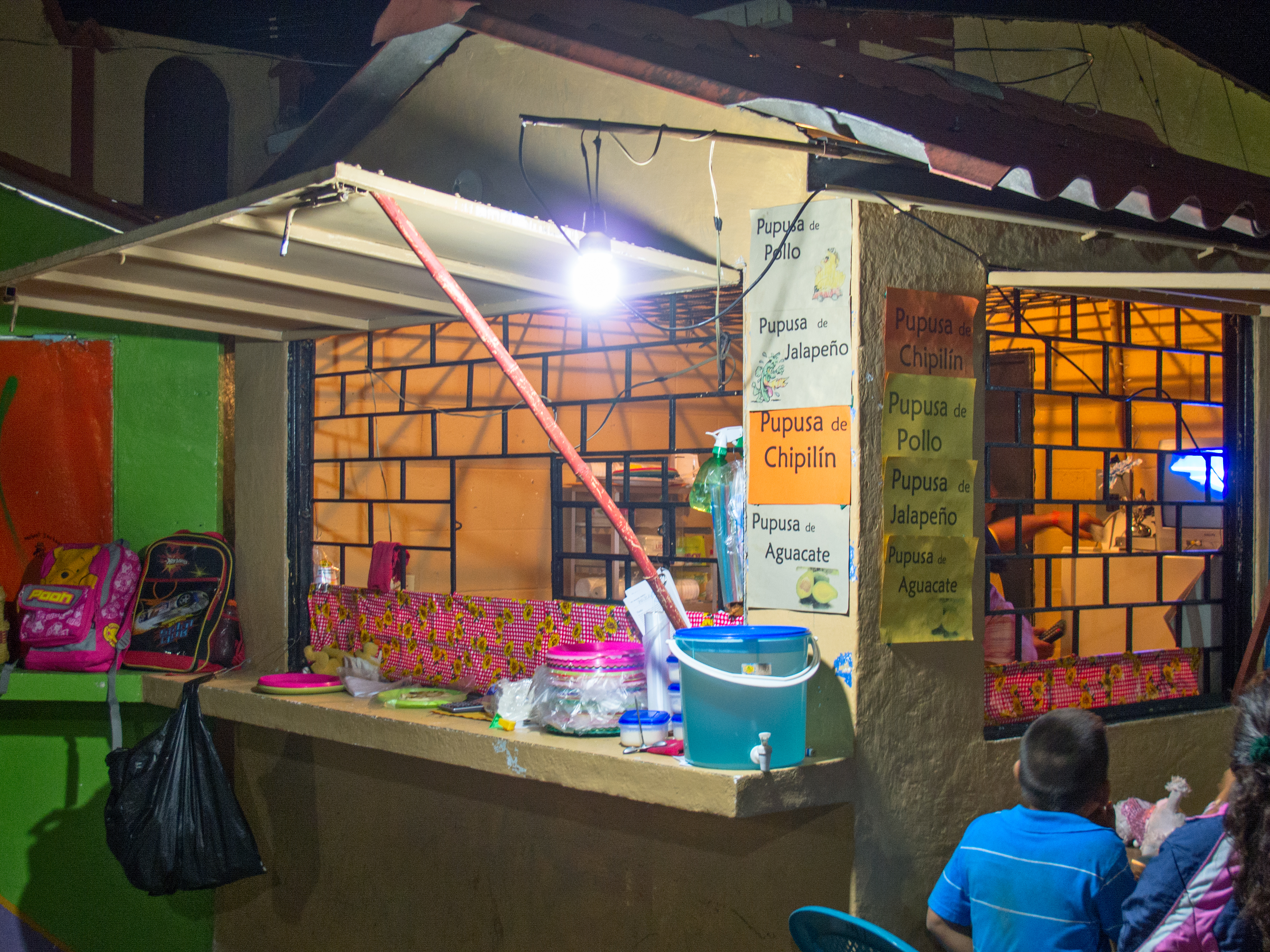
محل في سانتياغو تكساكوانجوس في السلفادور. يعلن عن مختلف النكهات البوبوسا الدجاج ، فلفل هالبينو، لونجيروستراتا كروتالاريا والأفوكادو
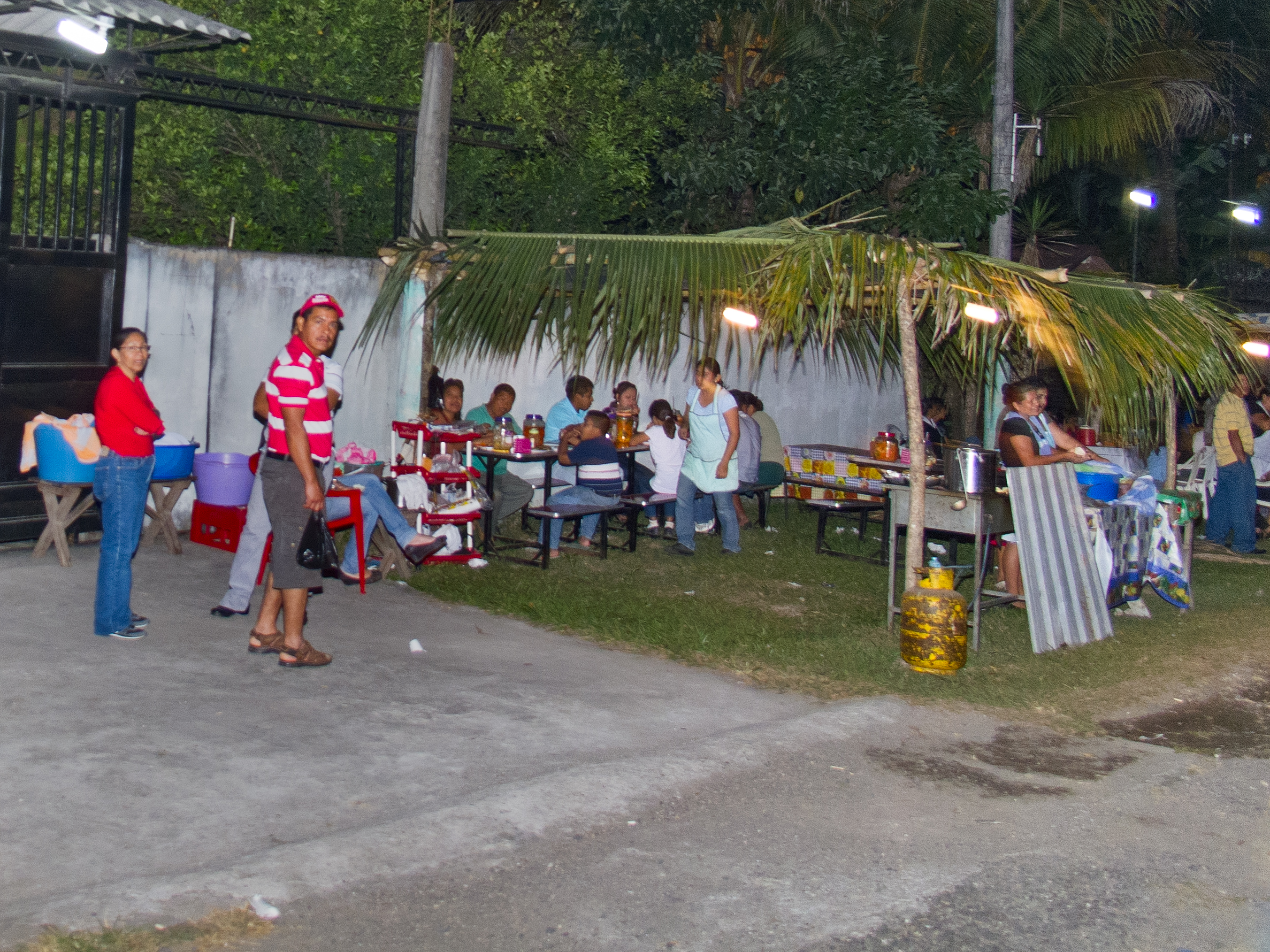
تناول البوبوسا في الهواء الطلق في السلفادور ليلا